# Lista de gols de Marta pela Seleção Brasileira de Futebol

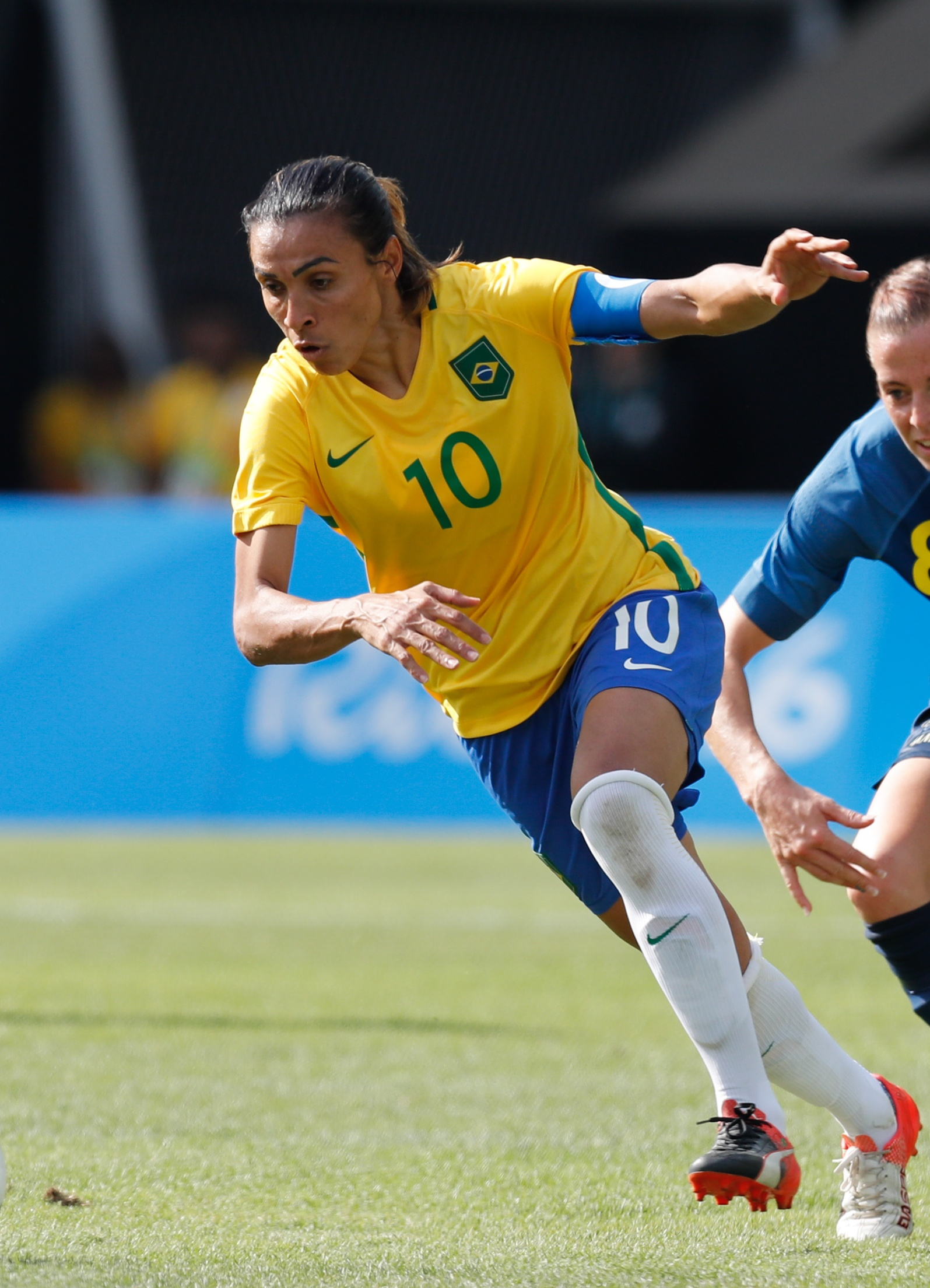
Marta em partida válida pelos Jogos Olímpicos de Verão de 2016.

Marta Vieira da Silva é uma jogadora de futebol brasileira, que atua pela Seleção Brasileira em partidas internacionais desde o ano de 2002. Aqui, estão listados todos os gols marcados em partidas válidas pela equipe nacional. A primeira vez em que Marta fez um gol em uma competição oficial foi na partida contra a equipe do Peru válida pelo Campeonato Sul-Americano de Futebol Feminino de 2003 em 25 de abril daquele ano. Durante a carreira, assinalou seis hat-tricks, sendo os mais expressivos contra o Canadá pelos Jogos Pan-Americanos de 2007 e contra Trinidad e Tobago pelo Torneio Internacional de 2015, quando marcou cinco vezes em cada um dos confrontos.
Marta estreou na seleção principal em 2002, três anos após ingressar no time juvenil do CSA e, em seguida, iniciar sua carreira profissional no Vasco da Gama. Ainda, chegou a integrar a equipe nacional sub-19 durante uma temporada.
A grande maioria dos gols de Marta foram marcados em partidas válidas pela Copa do Mundo, com dezessete gols – sendo a maior artilheira de todos os tempos, inclusive se considerar o torneio masculino –, seguidas por disputas nos Jogos Pan-Americanos, com dezesseis, e nos Jogos Olímpicos e no extinto Campeonato Sul-Americano, com treze em cada um deles. Com 119 gols pela seleção, é frequentemente apontada como a maior jogadora de futebol de todos os tempos pela mídia e por estudiosos, foi eleita Melhor Jogadora do Mundo pela FIFA em quatro ocasiões (de 2006 a 2009). Ela compôs a equipe vice-campeã mundial do torneio de 2007, além do grupo que conquistou a medalha de prata nas Olimpíadas de 2004 e 2008.

## Gols
| No. | Data                    | Local                                                            | Adversário        | Placar | Resultado | Competição                        | Ref     |
| --- | ----------------------- | ---------------------------------------------------------------- | ----------------- | ------ | --------- | --------------------------------- | ------- |
| 1   | 25 de abril de 2003     | Estádio Monumental, Lima, Peru                                   | Peru              | 3–0    | 3–0       | Campeonato Sul-Americano 2003     | [ 18 ]  |
| 2   | 27 de abril de 2003     | Estádio Monumental, Lima, Peru                                   | Colômbia          | 4–0    | 12–0      | Campeonato Sul-Americano 2003     | [ 18 ]  |
| 3   | 27 de abril de 2003     | Estádio Monumental, Lima, Peru                                   | Colômbia          | 7–0    | 12–0      | Campeonato Sul-Americano 2003     | [ 19 ]  |
| 4   | 27 de abril de 2003     | Estádio Monumental, Lima, Peru                                   | Colômbia          | 8–0    | 12–0      | Campeonato Sul-Americano 2003     | [ 20 ]  |
| 5   | 2 de agosto de 2003     | Estádio Panamericano, San Cristóbal, República Dominicana        | Haiti             | 1–0    | 5–0       | Jogos Pan-Americanos 2003         | [ 21 ]  |
| 6   | 8 de agosto de 2003     | Estádio Panamericano, San Cristóbal, República Dominicana        | Canadá            | 3–0    | 5–0       | Jogos Pan-Americanos 2003         | [ 22 ]  |
| 7   | 11 de agosto de 2003    | Estádio Panamericano, San Cristóbal, República Dominicana        | Argentina         | 1–0    | 2–1       | Jogos Pan-Americanos 2003         | [ 23 ]  |
| 8   | 11 de agosto de 2003    | Estádio Panamericano, San Cristóbal, República Dominicana        | Argentina         | 2–0    | 2–1       | Jogos Pan-Americanos 2003         | [ 24 ]  |
| 9   | 21 de setembro de 2003  | RFK Stadium, Washington, D.C., Estados Unidos                    | Coreia do Sul     | 1–0    | 3–0       | Copa do Mundo 2003                | [ 25 ]  |
| 10  | 24 de setembro de 2003  | RFK Stadium, Washington, D.C., Estados Unidos                    | Noruega           | 3–1    | 4–1       | Copa do Mundo 2003                | [ 26 ]  |
| 11  | 1 de outubro de 2003    | Gillette Stadium, Foxborough, Estados Unidos                     | Suécia            | 1–1    | 1–2       | Copa do Mundo 2003                | [ 27 ]  |
| 12  | 24 de abril de 2004     | Legion Field, Birmingham, Estados Unidos                         | Estados Unidos    | 1–3    | 1–5       | Amistoso                          | [ 18 ]  |
| 13  | 11 de agosto de 2004    | Estádio Kaftanzoglio, Thessaloniki, Grécia                       | Austrália         | 1–0    | 1–0       | Olimpíadas 2004                   | [ 28 ]  |
| 14  | 17 de agosto de 2004    | Estádio Pampeloponnisiako, Patras, Grécia                        | Grécia            | 5–0    | 7–0       | Olimpíadas 2004                   | [ 29 ]  |
| 15  | 20 de agosto de 2004    | Estádio Pankritio, Heraklion, Grécia                             | México            | 5–0    | 5–0       | Olimpíadas 2004                   | [ 30 ]  |
| 16  | 14 de julho de 2007     | Estádio Olímpico Nilton Santos, Rio de Janeiro, Brasil           | Jamaica           | 4–0    | 5–0       | Jogos Pan-Americanos 2007         | [ 31 ]  |
| 17  | 18 de julho de 2007     | Estádio Olímpico Nilton Santos, Rio de Janeiro, Brasil           | Equador           | 5–0    | 10–0      | Jogos Pan-Americanos 2007         | [ 32 ]  |
| 18  | 18 de julho de 2007     | Estádio Olímpico Nilton Santos, Rio de Janeiro, Brasil           | Equador           | 7–0    | 10–0      | Jogos Pan-Americanos 2007         | [ 33 ]  |
| 19  | 18 de julho de 2007     | Estádio Olímpico Nilton Santos, Rio de Janeiro, Brasil           | Equador           | 9–0    | 10–0      | Jogos Pan-Americanos 2007         | [ 34 ]  |
| 20  | 18 de julho de 2007     | Estádio Olímpico Nilton Santos, Rio de Janeiro, Brasil           | Equador           | 10–0   | 10–0      | Jogos Pan-Americanos 2007         | [ 35 ]  |
| 21  | 20 de julho de 2007     | Maracanã, Rio de Janeiro, Brasil                                 | Canadá            | 1–0    | 7–0       | Jogos Pan-Americanos 2007         | [ 36 ]  |
| 22  | 20 de julho de 2007     | Maracanã, Rio de Janeiro, Brasil                                 | Canadá            | 3–0    | 7–0       | Jogos Pan-Americanos 2007         | [ 37 ]  |
| 23  | 20 de julho de 2007     | Maracanã, Rio de Janeiro, Brasil                                 | Canadá            | 5–0    | 7–0       | Jogos Pan-Americanos 2007         | [ 38 ]  |
| 24  | 20 de julho de 2007     | Maracanã, Rio de Janeiro, Brasil                                 | Canadá            | 6–0    | 7–0       | Jogos Pan-Americanos 2007         | [ 39 ]  |
| 25  | 20 de julho de 2007     | Maracanã, Rio de Janeiro, Brasil                                 | Canadá            | 7–0    | 7–0       | Jogos Pan-Americanos 2007         | [ 40 ]  |
| 26  | 26 de julho de 2007     | Maracanã, Rio de Janeiro, Brasil                                 | Estados Unidos    | 1–0    | 5–0       | Jogos Pan-Americanos 2007         | [ 41 ]  |
| 27  | 26 de julho de 2007     | Maracanã, Rio de Janeiro, Brasil                                 | Estados Unidos    | 4–0    | 5–0       | Jogos Pan-Americanos 2007         | [ 42 ]  |
| 28  | 12 de setembro de 2007  | Estádio Wuhan, Wuhan, China                                      | Nova Zelândia     | 3–0    | 5–0       | Copa do Mundo 2007                | [ 43 ]  |
| 29  | 12 de setembro de 2007  | Estádio Wuhan, Wuhan, China                                      | Nova Zelândia     | 5–0    | 5–0       | Copa do Mundo 2007                | [ 44 ]  |
| 30  | 15 de setembro de 2007  | Estádio Wuhan, Wuhan, China                                      | China             | 1–0    | 4–0       | Copa do Mundo 2007                | [ 45 ]  |
| 31  | 15 de setembro de 2007  | Estádio Wuhan, Wuhan, China                                      | China             | 4–0    | 4–0       | Copa do Mundo 2007                | [ 45 ]  |
| 32  | 23 de setembro de 2007  | Estádio Centro Olímpico de Tianjin, Tianjin, China               | Austrália         | 2–0    | 3–2       | Copa do Mundo 2007                | [ 46 ]  |
| 33  | 27 de setembro de 2007  | Estádio Yellow Dragon, Hangzhou, China                           | Estados Unidos    | 2–0    | 4–0       | Copa do Mundo 2007                | [ 47 ]  |
| 34  | 27 de setembro de 2007  | Estádio Yellow Dragon, Hangzhou, China                           | Estados Unidos    | 4–0    | 4–0       | Copa do Mundo 2007                | [ 48 ]  |
| 35  | 19 de abril de 2008     | Estádio dos Trabalhadores, Pequim, China                         | Gana              | 1–0    | 5–1       | Qualificação para Olimpíadas 2008 | [ 49 ]  |
| 36  | 9 de agosto de 2008     | Estádio Olímpico de Shenyang, Shenyang, China                    | Coreia do Norte   | 1–0    | 2–1       | Olimpíadas 2008                   | [ 50 ]  |
| 37  | 15 de agosto de 2008    | Estádio Centro Olímpico de Tianjin, Tianjin, China               | Noruega           | 2–0    | 2–1       | Olimpíadas 2008                   | [ 51 ]  |
| 38  | 18 de agosto de 2008    | Estádio de Shanghai, Shanghai, China                             | Alemanha          | 3–0    | 4–1       | Olimpíadas 2008                   | [ 52 ]  |
| 39  | 9 de dezembro de 2009   | Estádio do Pacaembu, São Paulo, Brasil                           | Chile             | 2–0    | 3–1       | Torneio Internacional 2009        | [ 53 ]  |
| 40  | 13 de dezembro de 2009  | Estádio do Pacaembu, São Paulo, Brasil                           | México            | 1–0    | 3–2       | Torneio Internacional 2009        | [ 54 ]  |
| 41  | 16 de dezembro de 2009  | Estádio do Pacaembu, São Paulo, Brasil                           | China             | 1–0    | 3–0       | Torneio Internacional 2009        | [ 55 ]  |
| 42  | 16 de dezembro de 2009  | Estádio do Pacaembu, São Paulo, Brasil                           | China             | 3–0    | 3–0       | Torneio Internacional 2009        | [ 56 ]  |
| 43  | 20 de dezembro de 2009  | Estádio do Pacaembu, São Paulo, Brasil                           | México            | 2–1    | 5–2       | Torneio Internacional 2009        | [ 57 ]  |
| 44  | 20 de dezembro de 2009  | Estádio do Pacaembu, São Paulo, Brasil                           | México            | 4–1    | 5–2       | Torneio Internacional 2009        | [ 58 ]  |
| 45  | 20 de dezembro de 2009  | Estádio do Pacaembu, São Paulo, Brasil                           | México            | 5–2    | 5–2       | Torneio Internacional 2009        | [ 59 ]  |
| 46  | 24 de outubro de 2010   | Nova Granja Comary, Teresópolis, Brasil                          | Haiti             | 3–0    | 7–0       | Amistoso                          | [ 60 ]  |
| 47  | 7 de novembro de 2010   | Estádio Federativo Reina del Cisne, Loja, Equador                | Uruguai           | 2–0    | 4–0       | Campeonato Sul-Americano 2010     | [ 61 ]  |
| 48  | 7 de novembro de 2010   | Estádio Federativo Reina del Cisne, Loja, Equador                | Uruguai           | 4–0    | 4–0       | Campeonato Sul-Americano 2010     | [ 62 ]  |
| 49  | 11 de novembro de 2010  | Estádio Alejandro Serrano Aguilar, Cuenca, Equador               | Colômbia          | 2–0    | 2–1       | Campeonato Sul-Americano 2010     | [ 63 ]  |
| 50  | 13 de novembro de 2010  | Estádio Alejandro Serrano Aguilar, Cuenca, Equador               | Paraguai          | 3–0    | 3–0       | Campeonato Sul-Americano 2010     | [ 64 ]  |
| 51  | 17 de novembro de 2010  | Estádio La Cocha, Latacunga, Equador                             | Argentina         | 3–0    | 4–0       | Campeonato Sul-Americano 2010     | [ 65 ]  |
| 52  | 19 de novembro de 2010  | Estádio La Cocha, Latacunga, Equador                             | Colômbia          | 3–0    | 5–0       | Campeonato Sul-Americano 2010     | [ 66 ]  |
| 53  | 19 de novembro de 2010  | Estádio La Cocha, Latacunga, Equador                             | Colômbia          | 5–0    | 5–0       | Campeonato Sul-Americano 2010     | [ 67 ]  |
| 54  | 21 de novembro de 2010  | Estádio Olímpico Atahualpa, Quito, Equador                       | Chile             | 2–0    | 3–1       | Campeonato Sul-Americano 2010     | [ 68 ]  |
| 55  | 21 de novembro de 2010  | Estádio Olímpico Atahualpa, Quito, Equador                       | Chile             | 3–1    | 3–1       | Campeonato Sul-Americano 2010     | [ 69 ]  |
| 56  | 9 de dezembro de 2010   | Estádio do Pacaembu, São Paulo, Brasil                           | México            | 2–0    | 3–0       | Torneio Internacional 2010        | [ 70 ]  |
| 57  | 9 de dezembro de 2010   | Estádio do Pacaembu, São Paulo, Brasil                           | México            | 3–0    | 3–0       | Torneio Internacional 2010        | [ 71 ]  |
| 58  | 12 de dezembro de 2010  | Estádio do Pacaembu, São Paulo, Brasil                           | Países Baixos     | 1–0    | 3–2       | Torneio Internacional 2010        | [ 72 ]  |
| 59  | 12 de dezembro de 2010  | Estádio do Pacaembu, São Paulo, Brasil                           | Países Baixos     | 2–2    | 3–2       | Torneio Internacional 2010        | [ 73 ]  |
| 60  | 19 de dezembro de 2010  | Estádio do Pacaembu, São Paulo, Brasil                           | Canadá            | 1–1    | 2–2       | Torneio Internacional 2010        | [ 74 ]  |
| 61  | 19 de dezembro de 2010  | Estádio do Pacaembu, São Paulo, Brasil                           | Canadá            | 2–1    | 2–2       | Torneio Internacional 2010        | [ 75 ]  |
| 62  | 14 de maio de 2011      | Estádio Rei Pelé, Maceió, Brasil                                 | Chile             | 2–0    | 3–0       | Amistoso                          | [ 76 ]  |
| 63  | 3 de julho de 2011      | Volkswagen Arena, Wolfsburg, Alemanha                            | Noruega           | 1–0    | 3–0       | Copa do Mundo 2011                | [ 77 ]  |
| 64  | 3 de julho de 2011      | Volkswagen Arena, Wolfsburg, Alemanha                            | Noruega           | 3–0    | 3–0       | Copa do Mundo 2011                | [ 78 ]  |
| 65  | 10 de julho de 2011     | Rudolf-Harbig-Stadion, Dresden, Alemanha                         | Estados Unidos    | 1–1    | 2–2       | Copa do Mundo 2011                | [ 79 ]  |
| 66  | 10 de julho de 2011     | Rudolf-Harbig-Stadion, Dresden, Alemanha                         | Estados Unidos    | 2–1    | 2–2       | Copa do Mundo 2011                | [ 80 ]  |
| 67  | 8 de dezembro de 2011   | Estádio do Pacaembu, São Paulo, Brasil                           | Itália            | 4–1    | 5–1       | Torneio Internacional 2011        | [ 81 ]  |
| 68  | 25 de julho de 2012     | Millennium Stadium, Cardiff, País de Gales                       | Camarões          | 3–0    | 5–0       | Olimpíadas 2012                   | [ 82 ]  |
| 69  | 25 de julho de 2012     | Millennium Stadium, Cardiff, País de Gales                       | Camarões          | 5–0    | 5–0       | Olimpíadas 2012                   | [ 83 ]  |
| 70  | 9 de dezembro de 2012   | Estádio do Pacaembu, São Paulo, Brasil                           | Portugal          | 3–0    | 4–0       | Torneio Internacional 2012        | [ 84 ]  |
| 71  | 12 de dezembro de 2013  | Estádio Nacional Mané Garrincha, Brasília, Brasil                | Chile             | 1–0    | 2–0       | Torneio Internacional 2013        | [ 85 ]  |
| 72  | 15 de dezembro de 2013  | Estádio Nacional Mané Garrincha, Brasília, Brasil                | Escócia           | 1–0    | 3–1       | Torneio Internacional 2013        | [ 86 ]  |
| 73  | 22 de dezembro de 2013  | Estádio Nacional Mané Garrincha, Brasília, Brasil                | Chile             | 2–0    | 5–0       | Torneio Internacional 2013        | [ 87 ]  |
| 74  | 14 de dezembro de 2014  | Estádio Nacional Mané Garrincha, Brasília, Brasil                | Estados Unidos    | 1–2    | 3–2       | Torneio Internacional 2014        | [ 88 ]  |
| 75  | 14 de dezembro de 2014  | Estádio Nacional Mané Garrincha, Brasília, Brasil                | Estados Unidos    | 2–2    | 3–2       | Torneio Internacional 2014        | [ 89 ]  |
| 76  | 14 de dezembro de 2014  | Estádio Nacional Mané Garrincha, Brasília, Brasil                | Estados Unidos    | 3–2    | 3–2       | Torneio Internacional 2014        | [ 90 ]  |
| 77  | 6 de março de 2015      | Estádio Municipal, Lagos, Portugal                               | Suécia            | 1–0    | 2–0       | Copa Algarve 2015                 | [ 91 ]  |
| 78  | 11 de março de 2015     | Estádio Municipal, Albufeira, Portugal                           | Suíça             | 1–0    | 4–1       | Copa Algarve 2015                 | [ 92 ]  |
| 79  | 11 de março de 2015     | Estádio Municipal, Albufeira, Portugal                           | Suíça             | 3–1    | 4–1       | Copa Algarve 2015                 | [ 93 ]  |
| 80  | 9 de junho de 2015      | Estádio Olímpico de Montreal, Montreal, Canadá                   | Coreia do Sul     | 2–0    | 2–0       | Copa do Mundo 2015                | [ 94 ]  |
| 81  | 1 de dezembro de 2015   | Arena Pantanal, Cuiabá, Brasil                                   | Nova Zelândia     | 4–1    | 5–1       | Amistoso                          | [ 95 ]  |
| 82  | 9 de dezembro de 2015   | Arena das Dunas, Natal, Brasil                                   | Trinidad e Tobago | 1–0    | 11–0      | Torneio Internacional 2015        | [ 96 ]  |
| 83  | 9 de dezembro de 2015   | Arena das Dunas, Natal, Brasil                                   | Trinidad e Tobago | 2–0    | 11–0      | Torneio Internacional 2015        | [ 97 ]  |
| 84  | 9 de dezembro de 2015   | Arena das Dunas, Natal, Brasil                                   | Trinidad e Tobago | 3–0    | 11–0      | Torneio Internacional 2015        | [ 98 ]  |
| 85  | 9 de dezembro de 2015   | Arena das Dunas, Natal, Brasil                                   | Trinidad e Tobago | 6–0    | 11–0      | Torneio Internacional 2015        | [ 99 ]  |
| 86  | 9 de dezembro de 2015   | Arena das Dunas, Natal, Brasil                                   | Trinidad e Tobago | 8–0    | 11–0      | Torneio Internacional 2015        | [ 100 ] |
| 87  | 13 de dezembro de 2015  | Arena das Dunas, Natal, Brasil                                   | México            | 1–0    | 6–0       | Torneio Internacional 2015        | [ 101 ] |
| 88  | 13 de dezembro de 2015  | Arena das Dunas, Natal, Brasil                                   | México            | 2–0    | 6–0       | Torneio Internacional 2015        | [ 102 ] |
| 89  | 4 de março de 2016      | Complexo Desportivo de VRS, Vila Real de Santo António, Portugal | Portugal          | 2–0    | 3–1       | Copa Algarve 2016                 | [ 103 ] |
| 90  | 4 de junho de 2016      | BMO Field, Toronto, Canadá                                       | Canadá            | 1–0    | 2–0       | Amistoso                          | [ 104 ] |
| 91  | 4 de junho de 2016      | BMO Field, Toronto, Canadá                                       | Canadá            | 2–0    | 2–0       | Amistoso                          | [ 105 ] |
| 92  | 6 de agosto de 2016     | Estádio Olímpico Nilton Santos, Rio de Janeiro, Brasil           | Suécia            | 3–0    | 5–1       | Olimpíadas 2016                   | [ 106 ] |
| 93  | 6 de agosto de 2016     | Estádio Olímpico Nilton Santos, Rio de Janeiro, Brasil           | Suécia            | 4–0    | 5–1       | Olimpíadas 2016                   | [ 107 ] |
| 94  | 16 de setembro de 2016  | Stade des Alpes, Grenoble, França                                | França            | 1–1    | 1–1       | Amistoso                          | [ 108 ] |
| 95  | 9 de abril de 2017      | Arena da Amazônia, Manaus, Brasil                                | Bolívia           | 3–0    | 6–0       | Amistoso                          | [ 109 ] |
| 96  | 13 de junho de 2017     | Laugardalsvöllur, Reykjavík, Islândia                            | Islândia          | 1–0    | 1–0       | Amistoso                          | [ 110 ] |
| 97  | 19 de setembro de 2017  | Newcastle International Sports Centre, Newcastle, Austrália      | Austrália         | 2–3    | 2–3       | Amistoso                          | [ 111 ] |
| 98  | 19 de outubro de 2017   | Yongchuan Sports Center, Chongqing, China                        | México            | 1–0    | 3–0       | Torneio Internacional 2017        | [ 112 ] |
| 99  | 21 de outubro de 2017   | Yongchuan Sports Center, Chongqing, China                        | Coreia do Norte   | 1–0    | 2–0       | Torneio Internacional 2017        | [ 113 ] |
| 100 | 21 de outubro de 2017   | Yongchuan Sports Center, Chongqing, China                        | Coreia do Norte   | 2–0    | 2–0       | Torneio Internacional 2017        | [ 114 ] |
| 101 | 24 de outubro de 2017   | Yongchuan Sports Center, Chongqing, China                        | China             | 1–0    | 2–2       | Torneio Internacional 2017        | [ 115 ] |
| 102 | 25 de novembro de 2017  | Estádio Diaguita, Ovalle, Chile                                  | Chile             | 4–0    | 4–0       | Amistoso                          | [ 116 ] |
| 103 | 11 de abril de 2018     | Estádio Municipal Francisco Sánchez Rumoroso, Coquimbo, Chile    | Venezuela         | 4–0    | 4–0       | Copa América 2018                 | [ 117 ] |
| 104 | 29 de julho de 2018     | Pratt & Whitney Stadium, East Hartford, Estados Unidos           | Japão             | 1–0    | 2–1       | Torneio das Nações 2018           | [ 118 ] |
| 105 | 5 de abril de 2019      | Estádio Vicente Sanz, Don Benito, Espanha                        | Espanha           | 1–0    | 1–2       | Amistoso                          | [ 119 ] |
| 106 | 13 de junho de 2019     | Stade de la Mosson, Montpellier, França                          | Austrália         | 1–0    | 2–3       | Copa do Mundo 2019                | [ 120 ] |
| 107 | 18 de junho de 2019     | Stade du Hainaut, Valenciennes, França                           | Itália            | 1–0    | 1–0       | Copa do Mundo 2019                | [ 121 ] |
| 108 | 10 de março de 2020     | Stade de l'Épopée, Calais, França                                | Canadá            | 1–0    | 2–2       | Torneio da França 2020            | [ 122 ] |
| 109 | 18 de fevereiro de 2021 | Exploria Stadium, Orlando, Estados Unidos                        | Argentina         | 1–0    | 4–1       | SheBelieves Cup 2021              | [ 123 ] |
| 110 | 21 de julho de 2021     | Estádio de Miyagi, Rifu, Japão                                   | China             | 1–0    | 5–0       | Olimpíadas 2020                   | [ 124 ] |
| 111 | 21 de julho de 2021     | Estádio de Miyagi, Rifu, Japão                                   | China             | 3–0    | 5–0       | Olimpíadas 2020                   | [ 125 ] |
| 112 | 24 de julho de 2021     | Estádio de Miyagi, Rifu, Japão                                   | Países Baixos     | 2–2    | 3–3       | Olimpíadas 2020                   | [ 126 ] |
| 113 | 20 de setembro de 2021  | Amigão, Campina Grande, Brasil                                   | Argentina         | 2–0    | 4–1       | Amistoso                          | [ 127 ] |
| 114 | 16 de fevereiro de 2022 | Stade Michel d'Ornano, Caen, França                              | Países Baixos     | 1–1    | 1–1       | Torneio da França 2022            | [ 128 ] |
| 115 | 19 de fevereiro de 2022 | Stade Michel d'Ornano, Caen, França                              | França            | 1–0    | 1–2       | Torneio da França 2022            | [ 129 ] |
| 116 | 6 de dezembro de 2023   | Estádio do Morumbi, São Paulo, Brasil                            | Nicarágua         | 2–0    | 4–0       | Amistoso                          | [ 130 ] |
| 117 | 1 de junho de 2024      | Arena Pernambuco, Recife, Brasil                                 | Jamaica           | 3–0    | 4–0       | Amistoso                          | [ 131 ] |
| 118 | 1 de junho de 2024      | Arena Pernambuco, Recife, Brasil                                 | Jamaica           | 4–0    | 4–0       | Amistoso                          | [ 131 ] |
| 119 | 4 de junho de 2024      | Arena Fonte Nova, Salvador, Brasil                               | Jamaica           | 3–0    | 4–0       | Amistoso                          | [ 132 ] |

## Estatísticas
| Ano   | Partidas | Gols |
| ----- | -------- | ---- |
| 2003  | 14       | 11   |
| 2004  | 7        | 4    |
| 2005  | —        | 0    |
| 2006  | —        | 0    |
| 2007  | —        | 19   |
| 2008  | —        | 4    |
| 2009  | —        | 6    |
| 2010  | —        | 16   |
| 2011  | —        | 6    |
| 2012  | —        | 3    |
| 2013  | —        | 3    |
| 2014  | —        | 3    |
| 2015  | —        | 12   |
| 2016  | 10       | 6    |
| 2017  | 9        | 8    |
| 2018  | 10       | 2    |
| 2019  | 10       | 3    |
| 2020  | 3        | 1    |
| 2021  | 15       | 4    |
| 2022  | 3        | 2    |
| 2023  | 12       | 1    |
| 2024  | 4        | 3    |
| Total | —        | 119  |

| Competição               | Gols |
| ------------------------ | ---- |
| Copa do Mundo FIFA       | 17   |
| Jogos Pan-Americanos     | 16   |
| Amistosos                | 18   |
| Jogos Olímpicos          | 13   |
| Campeonato Sul-Americano | 13   |
| Copa América             | 1    |
| Total                    | 119  |